# Municipio de Scott (condado de Marion)
El municipio de Scott (en inglés: Scott Township) es un municipio ubicado en el condado de Marion en el estado estadounidense de Ohio. En el año 2010 tenía una población de 498 habitantes y una densidad poblacional de 7,87 personas por km².

## Geografía
El municipio de Scott se encuentra ubicado en las coordenadas 40°40′27″N 83°0′56″O / 40.67417, -83.01556. Según la Oficina del Censo de los Estados Unidos, el municipio tiene una superficie total de 63.27 km², de la cual 63,27 km² corresponden a tierra firme y (0 %) 0 km² es agua.

## Demografía
Según el censo de 2010, había 498 personas residiendo en el municipio de Scott. La densidad de población era de 7,87 hab./km². De los 498 habitantes, el municipio de Scott estaba compuesto por el 98,39 % blancos, el 0,2 % eran afroamericanos, el 0,4 % eran amerindios, el 0,2 % eran asiáticos, el 0,2 % eran de otras razas y el 0,6 % eran de una mezcla de razas. Del total de la población el 1,61 % eran hispanos o latinos de cualquier raza.